# Carretera D 94 (Emiratos Árabes Unidos)
D 94, también conocida como King Salman bin Abdulaziz al Saud Street, Jumeirah Road o Jumeirah Beach Road, y anteriormente Al Sufouh Road es una carretera en Dubái, Emiratos Árabes Unidos . La carretera corre paralela a la costa de Dubái a lo largo del Golfo Pérsico y a lo largo de E 11 (Sheikh Zayed Road), conectando las sublocalidades de Jumeirah (Jumeirah 1, 2 y 3). Una vez que ingresa a la localidad de Al Sufouh, la D 94 se conoce como la calle King Salman bin Abdulaziz al Saud . Se origina cerca de la ciudad marítima de Dubái y los diques secos de Dubái; y termina después de Jumeirah Beach Residence girando hacia el sur y fusionándose con Sheikh Zayed Road .
Entre los lugares de interés importantes a lo largo de la D 94 se incluyen los diques secos de Dubái, la gran mezquita Jumeirah, el centro comercial Mercato, el zoológico de Dubái, el hotel Jumeirah Beach, el parque acuático Wild Wadi, Burj Al Arab, Madinat Jumeirah y Palm Jumeirah .
La sección Jumeirah de la carretera se sometió a un proyecto de embellecimiento y expansión a principios de la década de 2000 que agregó otro carril en ambas direcciones de la carretera; y aumentó la vegetación y las barreras en las medianas de las carreteras.
El tranvía Al Sufouh se está construyendo a lo largo de esta ruta para conectar Jumeirah y Umm Suqeim con el resto de la red del metro de Dubái.
La carretera fue rebautizada en septiembre de 2016 de Al Sufouh Road a King Salman bin Abdulaziz al Saud Street en honor a las contribuciones del rey Salman de Arabia Saudita al mundo árabe en general.